# Stridsvagn 103
Stridsvagn 103 (inne nazwy Strv 103 lub S-103) – szwedzki czołg podstawowy budowany od 1966 roku w zakładach Boforsa.

## Historia
Po II wojnie światowej armia szwedzka posiadała tylko czołgi lekkie, co wiązało się przede wszystkim z warunkami panującymi w Szwecji i Skandynawii. Pod koniec lat 50. rozpoczęto prace nad czołgiem odpowiadającym nowym warunkom. Tak powstała koncepcja budowy nowego czołgu oznaczonego jako Stridsvagn 103 (pol. Czołg 103).
W czołgu tym konstruktorzy w celu obniżenia jego masy przyjęli rozwiązanie bezwieżowe z zamontowaną na stałe do kadłuba armatą 105 mm, jak w przypadku dział pancernych. Dzięki układowi bezwieżowemu udało się nie tylko zmniejszyć masę całkowitą czołgu, wysokość, ale uproszczono także konstrukcję kadłuba i znacząco wzmocniono odporność opancerzenia na przebicie poprzez jego lepsze ukształtowanie. Przednia górna część kadłuba została osłonięta pancerzem o bardzo dużym nachyleniu co znacząco zwiększyło prawdopodobieństwo rykoszetowania pocisków. Nietypowo uformowano dno kadłuba, które w przekroju poprzecznym posiada kształt szerokokątnego klina z ostrzem skierowanym ku górze.
W skład załogi pojazdu wchodzą trzy osoby: kierowca-celowniczy, dowódca i radiooperator. Kierowca w czasie jazdy prowadzi pojazd, a w czasie postoju prowadzi ogień z armaty, gdyż aby naprowadzać nieruchomą armatę na cel musiano zastosować celowanie całym czołgiem. Naprowadzanie w poziomie następuje przez obrót całego wozu. By to umożliwić, zastosowano w układzie kierowania przekładnię hydrostatyczną, przez co pojazd może wykonać skręt o dowolnym promieniu lub nawet w miejscu. Aby umożliwić naprowadzanie armaty w pionie, zastosowano hydropneumatyczne zawieszenie wszystkich czterech par kół jezdnych z płynnie niezależnie regulowanym ciśnieniem w poszczególnych siłownikach. Dało to możliwość pochylania kadłuba w zakresie od –10° do +12° oraz obniżanie wozu do wysokości 1,75 m. Kierowca, a także dowódca czołgu (jego decyzje są traktowane przez system jako nadrzędne) dysponują uniwersalnym przyrządem obserwacyjno-celowniczym OPS-1, który jest stabilizowany w płaszczyźnie pionowej. Z kolei w płaszczyźnie poziomej jest stabilizowana wieżyczka dowódcy o kącie obrotu 208° z dodatkowymi czterema peryskopami do obserwacji. W Stridsvagn 103 brak przyrządu do obserwacji w nocy.
Czołg Stridsvagn 103 jako główne uzbrojenie posiada gwintowaną armatę Bofors 105 mm typu L/62. Dzięki sztywnemu zabudowaniu armaty w kadłubie wozu uzyskano możliwość zastosowania automatu ładującego o szybkostrzelności rzędu 12 – 15 strz./min i stosunkowo prostej konstrukcji. Amunicja jest przewożona w kadłubie w 10 pojemnikach zawierających po 5 pocisków. Uzbrojenie dodatkowe to trzy karabiny maszynowe KSP 58 kal. 7,62 mm. Dwa z nich umieszczono w pojemniku po lewej stronie kadłuba, natomiast trzeci, przeciwlotniczy obok włazu dowódcy czołgu.
Do napędu czołgu użyto dwóch silników: pomocniczego dwusuwowego silnika Rolls – Royce K60 o mocy 245 KM (180 kW) i głównego – turbiny gazowej Boeing 502-10MA o mocy 740 KM (544 kW).
Produkcję seryjną czołgu Stridsvagn 103 rozpoczęto w 1966 roku.
W 1969 roku zmodyfikowano czołg przez wyposażenie go w dalmierz laserowy LV-300 firmy Simrad sprzężony ze zmodyfikowanym przyrządem obserwacyjno-celowniczym OPS-1L. Zmieniono również turbinę gazową oraz przystosowano czołg do pływania. Jego prędkość maksymalna przy pokonywaniu przeszkody wodnej wynosi 6 km/h. W pojeździe jako dodatkowe standardowe wyposażenie zastosowano lemiesz do usuwania min, stanowiący dodatkową ochronę dolnej przedniej części kadłuba. Tak zmodyfikowany czołg otrzymał oznaczenie Stridsvagn 103B. W 1971 roku zakończono produkcję seryjną tego czołgu.

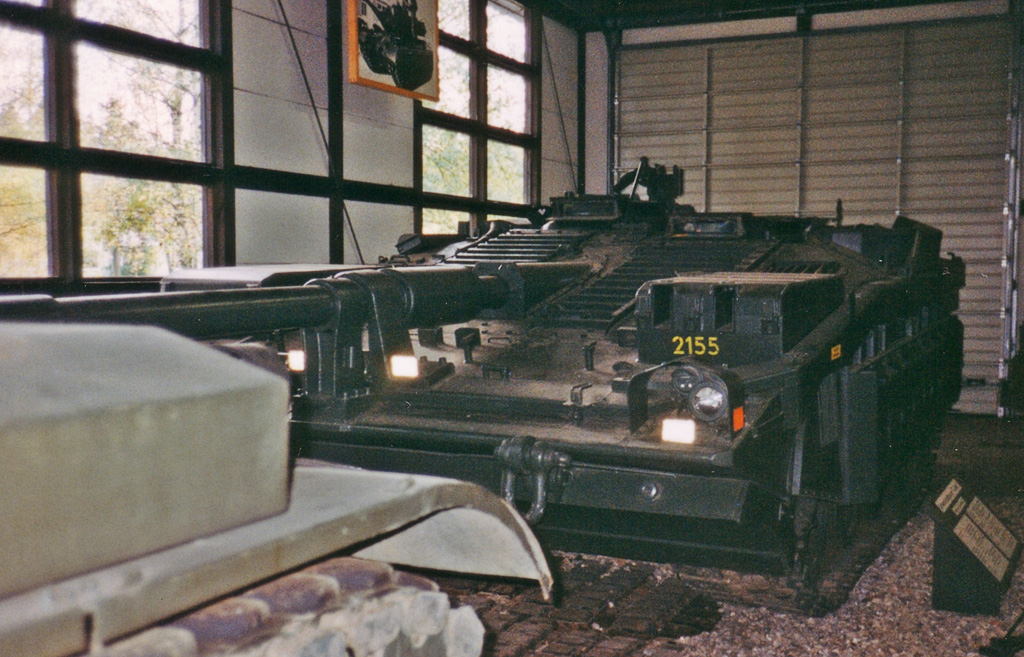
Czołg Stridsvagn 103C w Muzeum wojsk pancernych w Munster

W latach 1986–1989 przeprowadzono modernizację posiadanych przez armię szwedzką czołgów Stridsvagn 103B poprzez zainstalowanie systemu kierowania ogniem z dalmierzem laserowym i cyfrowym przelicznikiem balistycznym, zamontowanie nowych amerykańskich silników dwusuwowych Detroit Diesel 6V-53T o mocy 292 KM (215 kW). Tak zmodernizowane czołgi oznaczono jako Stridsvagn 103C.
Łącznie w latach 1966–1971 zbudowano 300 czołgów Stridsvagn 103.

## Użycie
Czołgi Stridsvagn 103 były używane tylko przez armię szwedzką, choć pojawiały się zamówienia na ich zakup przez inne kraje. Użytkowano je do lat 90. XX wieku, po czym zaczęto zastępować niemieckimi czołgami Leopard 2.